# Frankenia palmeri
Frankenia palmeri är en frankeniaväxtart som beskrevs av Sereno Watson. Frankenia palmeri ingår i släktet frankenior, och familjen frankeniaväxter. Inga underarter finns listade i Catalogue of Life.